# Арбат (район Москвы)
Арба́т — исторический и административный район в Москве, а также внутригородское муниципальное образование.
Район находится на территории Центрального административного округа к западу от Кремля. Площадь территории района — 211 га. Численность населения — 26,9 тыс. человек (на 1 января 2010 года). На территории находятся важные министерства: Минобороны России, МИД России, Минэкономразвития (Трубниковский пер., 19). Основные улицы — Арбат (пешеходная) и Новый Арбат, Садовое кольцо, Воздвиженка.

## Территория и границы района
Район расположен в центральной части Москвы в составе Центрального административного округа.
Граница района «Арбат» проходит: по оси Смоленской улицы, затем по оси Новоарбатского моста, оси русла Москвы-реки, осям Конюшковской улицы, Большого Девятинского переулка, Новинского бульвара, Поварской улицы, Скатертного переулка, Хлебного переулка, далее, по южным границам владения № 8 по Мерзляковскому переулка и владения № 7б по Никитскому бульвару, по северным границам владения № 6 по Никитскому бульвару и владения № 1 по Калашному переулку, осям Калашного, Кисловского, Большого Кисловского переулков, Большой Никитской улицы, Моховой, Знаменки, Большого Знаменского переулка, Колымажной улицы, пересекая Гоголевский бульвар, по осям западного проезда Гоголевского бульвара, переулка Сивцев Вражек, Денежного переулка, Глазовского переулка, южной и западной границам Смоленской-Сенной площади до Смоленской улицы.
Площадь района — 276,15 га.

## Население
| 2002    | 2010    | 2012    | 2013    | 2014    | 2015    | 2016    |
| ------- | ------- | ------- | ------- | ------- | ------- | ------- |
| 25 699  | ↗28 179 | ↗28 536 | ↗29 108 | ↗30 076 | ↗31 286 | ↗34 012 |
| 2017    | 2018    | 2019    | 2020    | 2021    | 2023    | 2024    |
| ↗34 396 | ↗35 529 | ↗36 125 | ↗36 308 | ↘35 675 | ↗35 962 | ↗36 246 |

Площадь жилого фонда — 754 тыс. м².

### Национальный состав
По итогам переписи населения 2020 года проживали следующие национальности (национальности менее 0,1 % и другое, см. в сноске к строке «Другие»):
| Национальность | Численность, чел. | Доля     |
| -------------- | ----------------- | -------- |
| Русские        | 28 079            | 78,71 %  |
| Армяне         | 288               | 0,81 %   |
| Евреи          | 277               | 0,78 %   |
| Грузины        | 180               | 0,50 %   |
| Татары         | 166               | 0,47 %   |
| Украинцы       | 151               | 0,42 %   |
| Узбеки         | 136               | 0,38 %   |
| Таджики        | 116               | 0,33 %   |
| Чеченцы        | 86                | 0,24 %   |
| Азербайджанцы  | 71                | 0,20 %   |
| Белорусы       | 54                | 0,15 %   |
| Американцы     | 52                | 0,15 %   |
| Киргизы        | 48                | 0,13 %   |
| Другие         | 5971              | 16,73 %  |
| Итого          | 35 675            | 100,00 % |

## Герб и флаг
Герб и флаг внутригородского муниципального образования утверждены и внесены в Геральдический реестр города Москвы с присвоением регистрационного номера 5 октября 2004 года.
Герб внутригородского муниципального образования представляет собой золотой щит московской формы, на котором изображена голубая ионическая капитель с находящейся на ней раскрытой рукописной книгой в красном переплёте с серебряными страницами — левой заполненной и правой чистой. Под капителем нарисованы обращённая вверх голубая кисть с красной ручкой и обращённое вниз наложенное серебряное гусиное перо с голубой окантовкой. Золотой щит символизирует песчаные грунты, на которых расположен район. Ионическая капитель является символом духовного богатства района — культуры, архитектуры и истории. Раскрытая рукописная книга также символизирует богатую историю Арбата и говорит о ряде высотных домов Нового Арбата, а также о Московском Доме Книги. Страницы рукописной книги символизируют движение истории района. Кисть и перо символизируют многих творческих личностей — писателей, поэтов, художников и других людей искусства, на протяжении долгих лет проживавших на Арбате.

## Происхождение названия
Своё название район получил от монгольского (бурятского) слова Арбат — десяток. Такую часть платили местные торговцы сборщикам налогов.

## История Арбата
По предположению историков, в Арбате останавливались татары во время приездов в Москву. Впервые это имя зафиксировано московской летописью в конце XV в. Позднее нынешний Арбат был местностью, где жили в основном дворцовые служащие, ремесленники и стрельцы. Память об этом сохранилась в названиях прилегающих к нему переулков.

## Достопримечательности

### Музеи
- Мемориальная квартира Пушкина на Арбате
- Мемориальная квартира Андрея Белого (Бориса Бугаева) на Арбате

### Храмы
- Церковь Николая Чудотворца на Щепах
- Церковь Спаса Преображения на Песках

### Архитектурные сооружения
- Дом Мельникова

### Мемориальные доски
- Список мемориальных досок района Арбат

## Образование

### Среднее образование
На территории района расположены 5 общеобразовательных школ:
- № 91 РАО
- № 1231 им. В. Д. Поленова (с углублённым изучением французского языка)
- № 1233 (с углублённым изучением немецкого языка)
- № 1234 (с углублённым изучением английского языка)
- Венгерская школа (при посольстве Венгрии)

### Дошкольное образование
Всего в районе Арбат действуют 5 детских садов:
- № 729 (с ясельными группами)
- № 1331
- № 2277 (логопедический)
- Kidsberry - русский и английский детский сад
- ПТИТ КРЭФ — языковой детский центр (русский, английский, французский)

## Транспорт
- Станции метро: «Арбатская» (Арбатско-Покровской   и Филёвской линий  ), «Смоленская» (Арбатско-Покровской   и Филёвской линий  ), «Библиотека имени Ленина»  , «Александровский сад»  , «Боровицкая»  .
- Автобусные маршруты:
  - Б (внешняя сторона Садового кольца): Смоленский бульвар — Дом Шаляпина (в периоды закрытия центра Москвы следует изменённым маршрутом  Смоленская,  Смоленская —  Павелецкий вокзал — Дом Музыки)
  - Бк (внутренняя сторона Садового кольца):  Павелецкий вокзал —  Смоленская,  Смоленская (в периоды закрытия центра Москвы следует изменённым маршрутом  Смоленская,  Смоленская —  Павелецкий вокзал — Дом Музыки)
  - м1: Улица Кравченко — Больница РЖД (в периоды закрытия центра Москвы работает на двух участках  Белорусский вокзал — Больница РЖД и Улица Кравченко — Болотная площадь или  Октябрьская)
  - м2:  Парк Победы —  Владыкино (в периоды закрытия центра Москвы работает на двух участках  Владыкино —  Проспект Мира и  Парк Победы — Гостиница «Украина»)
  - м3: Серебряный Бор — Проспект Будённого (в периоды закрытия центра Москвы работает на двух участках  Краснопресненская — Серебряный Бор и Проспект Будённого —  Красные Ворота)
  - м5:  Достоевская — Стадион «Лужники» (в периоды закрытия центра Москвы следует изменённым маршрутом Стадион «Лужники» —  Кропоткинская)
  - м6: Дангауэровка — Стадион «Лужники» (в периоды закрытия центра Москвы работает на двух участках  Кропоткинская — Стадион «Лужники» и Дангауэровка —  Авиамоторная или Николоямская улица)
  - м7:  Стахановская — Парк «Фили» (в периоды закрытия центра Москвы работает на двух участках Гостиница «Украина» — Парк «Фили» и  Стахановская —  Калитники или  Таганская)
  - м9:  Рижский вокзал —  ЗИЛ (в периоды закрытия центра Москвы работает на двух участках   Рижский вокзал —  Проспект Мира и  ЗИЛ — Болотная площадь или  Серпуховская)
  - н2:  Китай-город — Беловежская улица (в периоды закрытия центра Москвы следует изменённым маршрутом Беловежская улица — Гостиница «Украина»)
  - н11:  Китай-город — Аэропорт Внуково (в периоды закрытия центра Москвы следует изменённым маршрутом Аэропорт Внуково —  Октябрьская)
  - е10:  Тёплый Стан —  Китай-город (в периоды закрытия центра Москвы следует изменённым маршрутом  Тёплый Стан — Болотная площадь или  Октябрьская)
  - с216:  Краснопресненская — Стадион «Лужники»
  - 220: Спортзал «Дружба» — Стадион «Лужники»
  - 239:  Парк Победы —  Маяковская
  - 379: Стадион «Лужники» —  Савёловская (в периоды закрытия центра Москвы работает на двух участках Стадион «Лужники» — Новый Арбат и  Краснопресненская —  Савёловская)
  - с511: Звёздный бульвар —  Краснопресненская (в периоды закрытия центра Москвы следует изменённым маршрутом Звёздный бульвар —  Достоевская или Страстной бульвар)
  - с910: 3-й Павелецкий проезд —   Смоленская,  Смоленская

## Экология
Несмотря на отсутствие промышленных зон на территории муниципалитета, экологическая ситуация является неудовлетворительной в связи с такими факторами, как малое количество зелёных насаждений и большая концентрация автотранспорта.

### Парки, скверы, общественные пространства
Согласно Управе района, общая озеленённая площадь Арбата составляет 21 гектар. В районе нет крупных парковых территорий, есть 19 скверов. Кроме того, здесь обустроены знаковые общественные пространства и места для прогулок. Ниже перечислены некоторые из таких территорий.
Сквер Бунина — озеленённый сквер, расположенный между Поварской улицей и Борисоглебским переулком. Был образован в 1980-е годы на месте снесённых домов второй половины XIX века. Долгое время достопримечательностью сквера был старый вяз, ныне спиленный, возраст которого превышал 200 лет. В зоне отдыха также установлен памятник Ивану Бунину (писатель жил в районе Поварской улицы перед тем, как эмигрировать из России). Современное название — сквер Бунина — зона отдыха получила в 2015 году.
Смоленская набережная - благоустроенное общественное пространство, объединенное с Ростовской и Саввинской набережными в общую зону отдыха. Здесь расширили тротуары, организовали смотровые площадки у воды, установили скамейки, урны. Пешеходную зону замостили крупной гранитной плиткой, по которой удобно гулять, а вдоль проезжей части появились зеленые насаждения.
Гоголевский бульвар — часть Бульварного кольца Москвы, частично находится также в районе Хамовники. На территории бульвара в границах района Арбат установлен памятник Н. В. Гоголю авторства скульптора Николая Томского.
Улица Арбат — пешеходная улица в центральной части района, проходящая между станциями метро «Арбатская» и «Смоленская». Как общественное пешеходное пространство сформировалась в 1980-х годах. Вдоль улицы сосредоточены музеи, театры, рестораны и магазины, памятники.
Улица Новый Арбат — улица, проходящая от площади Арбатские Ворота до площади Свободной России. Часть улицы занимает торгово-пешеходная зона. После реконструкции в рамках программы «Моя улица» в 2016 году на Новом Арбате были расширены тротуары, высажены деревья и созданы зоны отдыха с качелями и лавочками разных дизайнов. На Новом Арбате разместилась также так называемая «самая длинная лавочка в Москве», протяжённость которой составляет 300 метров.
Сквер в Спасопесковском переулке (на Спасопесковской площади) — зона отдыха, расположенная к северу от храма Спаса Преображения на Песках. Сквер был разбит в конце XIX века и назван «Пушкинским», однако со временем это название перестало использоваться. Памятник А. С. Пушкину был установлен в 1993 году.